# Alan Cartwright

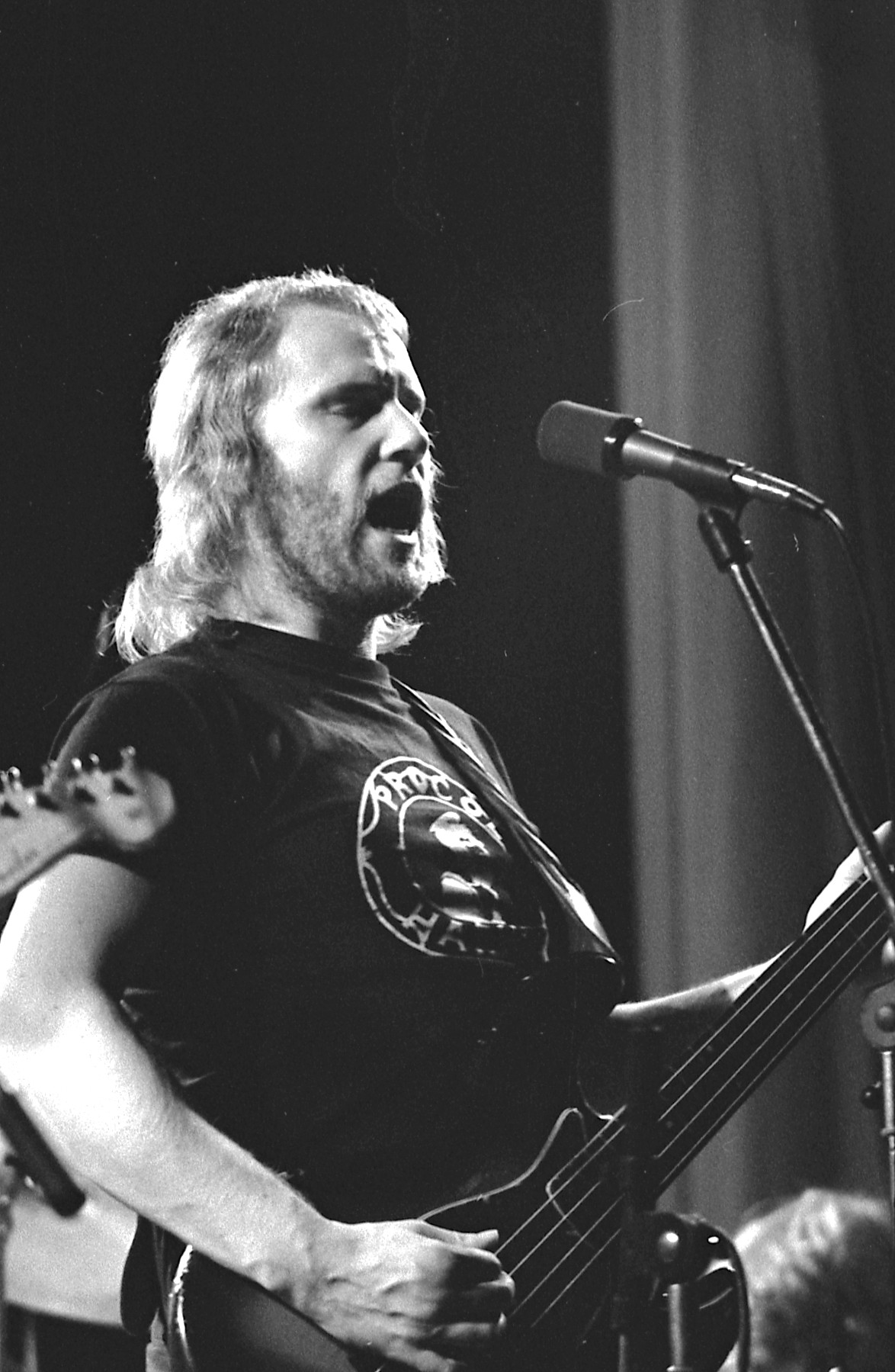
Alan Cartwright, 1975

Alan George Cartwright (* 10. Oktober 1945 in Berkshire; † 4. März 2021) war ein britischer Rockmusiker (E-Bass). Er war von 1972 bis 1975 Bassist bei der Rockgruppe Procol Harum. Vorher war er auf einem Album von Brian Davisons Band Every Which Way von 1970 zu hören. Nach seinem Karriereende wurde er Besitzer einer Bar in London.
Cartwright starb am 4. März 2021 im Alter von 75 Jahren infolge einer Magenkrebserkrankung.

## Alben mit Procol Harum
- 1972  Procol Harum Live in Concert with the Edmonton Symphony Orchestra
- 1973 	Grand Hotel
- 1974 	Exotic Birds and Fruit
- 1975 	Procol’s Ninth